# Robert Party
Robert Party (* 17. April 1924 in Marseille; † 20. November 2011 ebenda) war ein französischer Schauspieler.

## Leben
Party begann seine schauspielerische Karriere am Theater im Jahr 1945 neben Jean Vilar. Im Laufe der Jahrzehnte spielte er zahlreiche Klassiker an vielen Bühnen und auf Festivals. So war er u. a. am Théâtre de l’Œuvre Paris, am Théâtre antique d’Arles und am Théâtre Mouffetard engagiert; in den 1980er Jahren spielte er mehrfach neben Robert Hossein, im Jahrzehnt darauf in Jean Anouilhs Eurydice und George Bernard Shaws Pygmalion sowie – erneut mit Hossein – in einer Bühnenfassung von Angélique.
Im Fernsehen war Party seit 1964 regelmäßiger Gast; oftmals auch hier in Theaterstücken, die für den Bildschirm arrangiert und aufgezeichnet wurden, aber auch in Serien wie Die Abenteuer des Monsieur Vidocq. Nur gelegentlich spielte er fürs Kino, mehrmals in Filmen von Henri Verneuil, so in Die Schlange (1973), I wie Ikarus (1979) und Tausend Milliarden Dollar (1982). Daneben war er auch als Synchronsprecher aktiv.

## Filmografie (Auswahl)
- 1955: Wie verlorene Hunde (Chiens perdus sans collier)
- 1961: Die Haut und die Knochen (La Peau et les Os)
- 1967: Frank Collins 999 – Mit Chloroform geht’s besser (Coplan ouvre le feu à Mexico)
- 1967: Operation Taifun (Con la muerte a la espalda)
- 1971: Quentin Durward (Fernsehserie)
- 1971–1973: Die Abenteuer des Monsieur Vidocq (Les Nouvelles Aventures de Vidocq, Fernsehserie, 5 Folgen)
- 1972: Treibjagd (La Course du lièvre à travers les champs)
- 1972: Der diskrete Charme der Bourgeoisie (Le Charme discret de la bourgeoisie)
- 1973: Ich – die Nummer eins (Le silencieux)
- 1973: Die Schlange (Le Serpent)
- 1973: Der Schocker (Traitement de choc)
- 1978, 1982: Mit Rose und Revolver (Les Brigades du Tigre, Fernsehserie, 2 Folgen)
- 1979: I wie Ikarus (I... comme Icare)
- 1979: Der Graf von Monte Christo (Le Comte de Monte-Cristo, Fernsehmehrteiler)
- 1980: Kommissar Moulin (Commissaire Moulin, Fernsehserie, Folge 2.01)
- 1982: Tausend Milliarden Dollar (Mille milliards de dollars)
- 1982: Die Fantome des Hutmachers (Les Fantômes du chapelier)
- 2000: Le Margouillat